# Arroyo Corralito
Arroyo Corralito é uma junta de governo da província de Entre Ríos, na Argentina.